# Cerneciîi Iar, Dîkanka
Cerneciîi Iar (în ucraineană Чернечий Яр) este un sat în comuna Velîki Budîșcea din raionul Dîkanka, regiunea Poltava, Ucraina.

## Demografie
Componența lingvistică a localității Cerneciîi Iar
     Ucraineană (94,77%)
     Rusă (5,23%)
Conform recensământului din 2001, majoritatea populației localității Cerneciîi Iar era vorbitoare de ucraineană (94,77%), existând în minoritate și vorbitori de rusă (5,23%).